# علم برمودا

علم حاكم برمودا

أعتمد علم برمودا في 4 تشرين الأول - أكتوبر من سنة 1910 ويتكون علم برمودا من خلفية حمراء اللون ويوجد الجهة اليسرى العليا من العلم صورة لعلم المملكة المتحدة ويوجد كذلك في الجهة اليمنى من العلم صورة لأسد مغطى بدرع وفي الدرع يوجد صورة لحطام سفينة.

## أعلام سابقة

علم برمودا مابين عامي 1910 - 1999.